# Cleonymus ryukyuensis
Cleonymus ryukyuensis är en stekelart som beskrevs av Kamijo 1996. Cleonymus ryukyuensis ingår i släktet Cleonymus och familjen puppglanssteklar. Inga underarter finns listade i Catalogue of Life.